# Severa González López
Severa González López, née le 5 novembre 1967, est une femme politique espagnole membre du Parti populaire (PP).
Elle est sénatrice de la Région de Murcie entre juillet 2015 et juillet 2018.

## Biographie

### Vie privée
Elle est mariée et mère de trois enfants.

### Profession
Elle est titulaire d'une licence en sciences entrepreneuriales.

### Carrière politique
Elle est députée à l'Assemblée régionale de Murcie de 2007 à 2015 et conseillère municipale de Jumilla de 2003 à 2007.
Le 13 juillet 2015, elle est désignée sénatrice par l'Assemblée régionale de Murcie en représentation de la Région de Murcie.